# Blake Wood
Blake Daniel Wood (né le 8 août 1985 à Atlanta, Géorgie, États-Unis) est un lanceur de relève droitier des Angels de Los Angeles de la Ligue majeure de baseball.
Il évolue en 2010 et 2011 chez les Royals de Kansas City et en 2013 et 2014 pour les Indians de Cleveland. 

## Carrière
Après des études secondaires à la North Gwinnett High School de Suwannee (Géorgie), Blake Wood suit des études supérieures au Georgia Institute of Technology où il porte les couleurs des Georgia Tech Yellow Jackets de 2004 à 2006. Il est déterminant dans la qualification des Yellow Jackets au tournoi final des College World Series en 2006. Georgia Tech s'incline finalement au premier tour de ce tournoi final.
Wood est repêché le 6 juin 2006 par les Royals de Kansas City au troisième tour de sélection. Il perçoit un bonus de 460 000 dollars à la signature de son premier contrat professionnel le 22 juin 2006.
Il passe quatre saisons en Ligues mineures avec les Chukars d'Idaho Falls (Niveau recrues, 2006), les Royals de la Ligue de l'Arizona (Recrues, 2007), les Bees de Burlington (A, 2007), les Blue Rocks de Wilmington (A+, 2007-2008) et les Northwest Arkansas Naturals (AA, 2008-2009).

### Royals de Kansas City
Stoppeur en Triple-A chez les Royals d'Omaha en début de saison 2010, Wood fait ses débuts en Ligue majeure avec les Royals de Kansas City le 12 mai 2010. Il remporte sa première victoire avec l'équipe le 30 juillet suivant contre les Orioles de Baltimore. En 51 apparitions au monticule, le lanceur de relève présente une moyenne de points mérités de 5,07 en 49 manches et deux tiers lancées, avec une victoire et trois défaites.
En 2011, il est envoyé au monticule 55 fois par les Royals et améliore ses performances avec une moyenne de points mérités de 3,75 en 69 manches et deux tiers lancées, 5 victoires et 3 défaites. Il réussit de plus un sauvetage pour la première fois depuis son entrée dans les majeures. Celui-ci est réussi le 29 août dans une victoire des Royals sur les Tigers de Detroit.
Une opération au bras l'empêche de jouer en 2012. Le 2 novembre 2012, il passe aux Indians de Cleveland via le ballottage. Il apparaît dans 9 matchs des Indians en 2013 et 2014 avant de passer 2015 en ligues mineures avec un club-école des Pirates de Pittsburgh.

### Reds de Cincinnati
Le 20 novembre 2015, il signe un contrat avec les Reds de Cincinnati.

### Angels de Los Angeles
Wood est réclamé au ballottage par les Angels de Los Angeles le 25 août 2017.

## Statistiques
| Saison | Équipe      | G  | GS | CG | SHO | V | D | SV | IP   | SO | ERA  |
| ------ | ----------- | -- | -- | -- | --- | - | - | -- | ---- | -- | ---- |
| 2010   | Kansas City | 51 | 0  | 0  | 0   | 1 | 3 | 0  | 49.2 | 31 | 5,07 |
| Totaux | Totaux      | 51 | 0  | 0  | 0   | 1 | 3 | 0  | 49.2 | 31 | 5,07 |

Note : G = Matches joués ; GS = Matches comme lanceur partant ; CG = Matches complets ; SHO = Blanchissages ; 
V = Victoires ; D = Défaites ; SV = Sauvetages ; IP = Manches lancées ; SO = Retraits sur des prises ; ERA = Moyenne de points mérités.